# Lasioglossum blakistoni
Lasioglossum blakistoni là một loài Hymenoptera trong họ Halictidae. Loài này được Sakagami & Munakata mô tả khoa học năm 1990.